# Holoplatys planissima
Holoplatys planissima är en spindelart som först beskrevs av Koch L. 1879.  Holoplatys planissima ingår i släktet Holoplatys och familjen hoppspindlar. Inga underarter finns listade i Catalogue of Life.